# Javaspindeljägare
Javaspindeljägare (Arachnothera affinis) är en fågel i familjen solfåglar inom ordningen tättingar.

## Utseende och läte
Javaspindeljägaren är olivgrön ovan med streckat grått bröst. Den är den enda spindeljägaren i sitt utbredningsområde med tydlig streckning på grå undersida. Den enda andra streckade arten är långnäbbad spindeljägare, vars näbb är mycket större. Undertill har den även svagare streck och buken har gul anstrykning. Bland lätena hörs olika hårda och ljudliga tjattrande ljud.

## Utbredning och systematik
Fågeln förekommer på Java och Bali. Den behandlas som monotypisk, det vill säga att den inte delas in i några underarter. Vissa inkluderar även borneospindeljägare (A. everetti) i arten.

## Status
IUCN kategoriserar arten som livskraftig, men inkluderar borneospindeljägaren i bedömningen.